# Axel Bogousslavsky
Pour les articles homonymes, voir Bogousslavsky.
 (mars 2024).
Si vous disposez d'ouvrages ou d'articles de référence ou si vous connaissez des sites web de qualité traitant du thème abordé ici, merci de compléter l'article en donnant les références utiles à sa vérifiabilité et en les liant à la section « Notes et références ».
 (mars 2024).
Axel Bogousslavsky est un acteur français de théâtre et de cinéma né le 17 juin 1937 à Paris et mort le 26 août 2023 à Cannes.
Il a également pratiqué toute sa vie la musique, l’écriture, le dessin et les arts martiaux.

## Biographie
Ses jeunes parents amoureux sont très occupés à faire face à leurs difficultés personnelles et aux menaces de la guerre. Sa mère Denise Nusillard (1916-1996) rêve d’embrasser une carrière de comédienne, ce qui n’arrivera jamais. Son père Serge Bogousslavsky (1915-2010) est sculpteur, graveur et faux monnayeur, homme talentueux et habile, emprisonné pour le vol de L'Indifférent d'Antoine Watteau alors qu’Axel est bébé. 
Bogousslavsky est autodidacte, aussi bien en musique, en écriture, en dessin ou en peinture,. 
Il est remarqué pour sa présence sur scène.
Alexandre Barry, cinéaste et assistant metteur en scène de Claude Régy, réalise en 2013 un portrait mi-documentaire mi-fiction, avec et sur l’univers poétique d’Axel, Tout seul sur mon cheval dans la neige.

### Vie privée
Axel est mort le 26 août 2023 à Cannes. 

## Théâtre

### De 1977 à 1999
- 1977 : L'Éden Cinéma de Marguerite Duras, mise en scène de Claude Régy, Théâtre d'Orsay
- 1979 : Le Mort de Georges Bataille, mise en scène de Claude Régy, Théâtre Edouard VII
- 1981 : Trilogie du revoir de Botho Strauss, mise en scène de Claude Régy, Théâtre des Amandiers
- 1982 : Grand et petit de Botho Strauss, mise en scène de Claude Régy, TNP de Villeurbanne et Théâtre national de l"Odéon
- 1983 : Par les villages de Peter Handke, mise en scène de Claude Régy, Théâtre national de Chaillot
- 1984 : Ivanov d'Anton Tchekhov, mise en scène de Claude Régy, La Comédie Française
- 1985 : Intérieur de Maeterlinck, mise en scène de Claude Régy, Théâtre Gérard Philipe de Saint-Denis,Théâtre National de Strasbourg
- 1986 : Le Parc de Botho Strauss, mise en scène de Claude Régy, Théâtre national de Chaillot
- 1987 :  Œdipe à Colone de Sophocle, mise en scène de Bruno Bayen, Villeneuve-lès-Avignon
- 1988 : Trois voyageurs regardent un lever de soleil de Wallace Stevens, mise en scène de Claude Régy, Théâtre de la Bastille
- 1988 : Le Criminel daprès Leslie Kaplan, mise en scène de Claude Régy, Théâtre de la Bastille
- 1990 : Le Cerceau de Victor Slavskine, mise en scène de Claude Régy
- 1991 : Chutes de Gregory Motton, mise en scène de Claude Régy, Théâtre Gérard Philipe de Saint-Denis
- 1992 : L'Enfant bâtard de Bruno Bayen, mise en scène Bruno Bayen, Odéon-Théâtre de l'Europe
- 1992 : 17 octobre 1961 Paris, conception Claude Degliame
- 1993 : Léonce et Léna de Georg Büchner, mise en scène Étienne Pommeret
- 1993 : Le Travail du plâtre de Jean-Michel Rabeux, mise en scène Jean-Michel Rabeux, Théâtre de la Bastille
- 1994 : La Terrible Voix de Satan de Gregory Motton, mise en scène de Claude Régy, Théâtre Gérard Philippe de Saint-Denis
- 1995 : Le Second Œuvre des cannibales de Suzanne Joubert, mise en scène de Xavier Marchand, Chartreuse de Villeneuve-lez-Avignon
- 1999 : Au bois lacté de Dylan Thomas, mise en scène Xavier Marchand, Théâtre Gérard Philipe de Saint-Denis

### De 2000 à 2016
- 2000 : L'Affaire de la rue de Lourcine de Eugène Labiche, mise en scène Jean-Baptiste Sastre, Théâtre des Amandiers
- 2000 : Meurtres hors champs de Eugène Durif , mise en scène Jean-Michel Rabeux,  Chartreuse de Villeneuve-lez-Avignon
- 2001 : Stella de Johann Wolfgang von Goethe , mise en scène de Bruno Bayen, Maison de la Culture de Bobigny
- 2001 : Tamerlan le Grand de Chritospher Marlowe, mise en scène de Jean-Baptiste Sastre, Théâtre National de Chaillot
- 2002 : Drames brefs de Philippe Minyana, mise en scène Étienne Pommeret, Théâtre de l'Est parisien
- 2003 : Variations sur la mort de Jon Fosse, mise en scène Claude Régy, Théâtre national de la colline[5]
- 2003 : La Sonate des spectres d'August Strindberg, mise en scène Daniel Jeanneteau Théâtre Gérard Philipe de Saint-Denis
- 2003 : Plaidoyer en faveur des larmes d'Héraclite de Bruno Bayen, mise en scène Bruno Bayen
- 2004 : Les Paravents de Jean Genet, mise en scène Jean-Baptiste Sastre, Théâtre National de Chaillot
- 2006 : Dors mon petit enfant de Jon Fosse, mise en scène Étienne Pommeret, Théâtre des Deux Rives
- 2006 : Les Névroses sexuelles de nos parents de Lukas Bärfuss, mise en scène de Bruno Bayen, Théâtre de Gennevilliers
- 2007 : Homme sans but de Arne Lygre, mise en scène Claude Régy, Odéon-Théâtre de l'Europe[6]
- 2007 : Adam et Ève de Mikhaïl Boulgakov, mise en scène Daniel Jeanneteau, Théâtre Gérard Philippe de Saint-Denis
- 2008 : Feux de August Stramm, mise en scène Daniel Jeanneteau, Marie-Christine Soma, Gymnase Aubanel Avignon
- 2009 : Laissez-moi seule de Bruno Bayen, mise en scène Bruno Bayen, Théâtre national de la Colline
- 2010 : La Tragédie du Roi Richard II de William Shakespeare, mise en scène de Jean-Baptiste Sastre, Palais des Papes
- 2013 : Lendemains de fête de Julie Berès, mise en scène de Julie Berès, MC2 Grenoble
- 2013 : Au pied du mur sans porte de Lazare, mise en scène de Lazare, Théâtre Gérard Philipe de Saint-Denis
- 2016 : Petits contes d'amour et d'obscurité de Lazare, mise en scène de Lazare, Théâtre de Vitry
- 2016 : Roberto Zucco de Bernard-Marie Koltès, mise en scène de Richard Brunel, Théâtre Gérard Philipe de Saint-Denis
- 2019 : Le reste vous le connaissez par le cinéma de Martin Crimp, mise en scène de Daniel Jeanneteau, Gymnase du Lycée Aubanel Avignon
- 2021 : Mélisande de Maurice Maeterlinck, mise en scène de Richard Brunel, Opéra de Lyon
- 2021 : La Cerisaie de Anton Tchekhov, mise en scène de Daniel Jeanneteau et Mammar Benranou, SPAC (Japon)

## Filmographie

### Cinéma

#### Longs métrages
- 1982 : Le Retour de Martin Guerre de Daniel Vigne : le cordonnier
- 1985 : Les Enfants de Marguerite Duras : Ernesto
- 1985 : Une femme ou deux de Daniel Vigne : Antoine
- 1986 : Mon cas de Manoel de Oliveira : l'employé
- 1989 : Zanzibar de Christine Pascal : Valentin
- 1990 : Docteur Petiot de Christian de Chalonge : Louis Rossignol
- 2003 : Adieu d'Arnaud des Pallières : Paul
- 2007 : Andalucia d'Alain Gomis : Vincent
- 2011 : Kaspar de Florence Pezon : Kaspar Hauser[7]
- 2012 : L'Œil de l'astronome de Stan Neumann : le juge
- 2014 : Tout seul sur mon cheval dans la neige d'Alexandre Barry : lui-même[8]

#### Courts métrages
- 1979 : Revenir en décembre de Véronique Caillot
- 1987 : L'Ère du verseau de Luc Bongrand
- 1990 : Le Coupeur d'eau de Philippe Tabarly
- 2016 : La mélodie des choses de Maité Maillé

## Radio
- 2001 : Marguerite Duras - La Voix des mots, réalisation Jean-Marc Turine, Nuit spéciale Marguerite Duras, France Culture
- 2011 : Kafka sur le rivage, réalisation Marguerite Gateau, France Culture
- 2012 : Axel Bogousslavsky, réalisation Laure Adler, Hors-champs, France Culture
- 2012 : Claude Régy : Portrait d'un maître qui ne veut pas l'être, réalisation Laure Adler, Hors-champs, France Culture
- 2013 : Marguerite Duras passionnément, réalisation Laure Adler, Hors-champs, France Culture
- 2014 : Le Kojiki - Demande à ceux qui dorment de Yann Allégret, réalisation Marguerite Gateau, France Culture